# David Emmanuel Jack
Sir David Emmanuel Jack, GCMG, MBE (* 16. Juli 1918 in Victoria Village, St. Vincent und die Grenadinen; † 18. Juli 1998 in Old Montrose, St. Vincent) war ein Politiker der New Democratic Party (NDP) aus St. Vincent und die Grenadinen, der mehrmals Minister sowie zwischen 1989 und 1996 Generalgouverneur von St. Vincent und den Grenadinen war.

## Leben
Jack absolvierte nach dem Schulbesuch ein Studium an der La Salle Extension University (LSEU) und war nach seiner Rückkehr zunächst Lehrer und danach als Buchhalter tätig, ehe er 1943 in der Privatwirtschaft ein Bauunternehmen gründete. Für seine Verdienste für die Gemeinschaft auf St. Vincent wurde er am 1. Januar 1975 Mitglied des Order of the British Empire (MBE). Er trat der New Democratic Party (NDP) und wurde 1984 für diese zum Mitglied der Legislativversammlung (House of Assembly) gewählt. Nach dem gleichzeitigen Wahlsieg der NDP wurde er 1984 von Premierminister James Fitz-Allen Mitchell zum Minister für Wohnungsbau, Arbeit und Gemeinschaftsentwicklung in dessen Kabinett berufen. Nach einer Regierungsumbildung war er zwischen 1986 und 1989 Gesundheitsminister in Mitchells Kabinett. Im Mai 1989 verzichtete er auf sein Abgeordnetenmandat.
Am 20. September 1989 wurde Jack als Nachfolger von Henry Harvey Williams Generalgouverneur von St. Vincent und den Grenadinen und bekleidete diesen Posten bis zum 1. Juni 1996, woraufhin Charles Antrobus die Nachfolge antrat. Zum 22. Januar 1991 wurde er zum Knight Grand Cross des Order of St. Michael and St. George (GCMG) erhoben, wodurch er den Namenszusatz „Sir“ führte.